# Victoria Esson
Victoria Lucy Esson (* 6. März 1991 in Christchurch) ist eine neuseeländische Fußballtorhüterin und derzeitige „Nummer 1“ im Tor der neuseeländischen Nationalmannschaft der Frauen. Sie spielt seit 2022 bei den Glasgow Rangers.

## Karriere

### Vereine
Esson begann mit 10 Jahren beim lokalen Verein Halswell United. Sie spielte zunächst in der Abwehr. Ab 2011 besuchte sie die Burnside High School in Christchurch und spielte für deren Mannschaft bei Schulturnieren. Ab 2011 besuchte sie die Texas Tech University in Lubbock und spielte erfolgreich für deren Red Raiders in der Big 12 Conference und stellte mehrere Team- und Conference-Rekorde auf.
Ab 2014 spielte sie den neuseeländischen Meister für Mainland Pride in der National Women’s League. Sie übernahm dort die Kapitänsbinde von ihrer Vorgängerin und gewann gleich in ihrem ersten Jahr die neuseeländische Meisterschaft.
In der Saison 2017/18 spielte sie für Canterbury United Pride.
Seit der Saison 2019 spielte sie für den norwegischen Verein Avaldsnes IL in der Toppserien. Nach einem Abstecher 2022 in die Frauen-Bundesliga zum SC Sand wechselte sie nach dessen Abstieg nach Schottland zu den Glasgow Rangers.

### Nationalmannschaft
Ende Oktober/Anfang November 2008 nahm sie mit der U-17 an der ersten U-17-Fußball-Weltmeisterschaft der Frauen teil, die in ihrer Heimat stattfand. Sie stand dort in den drei Gruppenspielen im Tor. Sie blieb in keinem Spiel ohne Gegentor und schied mit ihrer Mannschaft als Gruppendritte aus.
Wenige Tage später nahm sie mit 17 Jahren an der U-20-Fußball-Weltmeisterschaft der Frauen 2008 in Chile teil, musste dort aber Charlotte Wood den Vortritt lassen.
Im Januar 2010 gewann sie mit der U-20-Mannschaft die U-20-Fußball-Ozeanienmeisterschaft der Frauen 2010 in ihrer Heimat Neuseeland. Sie stand bei den drei Spielen gegen Amerikanisch-Samoa, die Cookinseln und Tonga im Tor und blieb dabei ohne Gegentor. Die Mannschaft qualifizierte sich damit für die U-20-Fußball-Weltmeisterschaft der Frauen 2010. Zu der WM reiste sie als „Nummer 1“, musste aber schon dort der jetzigen „Nummer 1“ im Tor der A-Nationalmannschaft den Vortritt lassen, die dann auch bei der  U-20-Fußball-Ozeanienmeisterschaft der Frauen 2012 im Tor stand.
Esson spielte erstmals am 28. November 2017 für die A-Nationalmannschaft gegen Thailand. Sie wurde in der 80. Minute für Anna Leat eingewechselt. In ihrem dritten Länderspiel am 22. November 2018 spielte sie erstmals über 90 Minuten. Sie stand beim 6:0 gegen die Cookinseln im zweiten Gruppenspiel der  Fußball-Ozeanienmeisterschaft der Frauen 2018 im Tor. Als Turniergewinner qualifizierten sich die Neuseeländerinnen für die WM 2019 und die Olympischen Spiele 2020.
Ende Februar/Anfang März gehörte sie zum Kader, der am Cup of Nations teilnahm, wurde dort aber nicht eingesetzt. Am 29. April wurde sie für die WM in Frankreich nominiert.  Bei der WM, bei der die Neuseeländerinnen nach der Gruppenphase ausschieden, kam sie nicht zum Einsatz. Auch bei den wegen der COVID-19-Pandemie um ein Jahr verschobenen Olympischen Sommerspielen 2020 war ihr und ihrer Mannschaft kein Erfolgserlebnis vergönnt. Nach drei Niederlagen schieden sie wieder nach der Gruppenphase aus – ohne dass sie zum Einsatz kam.
Sie wurde für die WM 2023 nominiert, kam in jedem der drei Spiele ihres Teams zum Einsatz und schied mit ihrer Mannschaft nach der Vorrunde aus.
Für die  Olympischen Sommerspiele 2024 wurde sie ebenfalls nominiert, kam in den drei Gruppenspielen nach denen die Neuseeländerinnen ausschieden aber nicht zum Einsatz.

## Erfolge
- U-20-Ozeanienmeister 2010
- 2014: Neuseeländische Meisterin (Mainland Pride)
- Ozeanienmeister 2018
- Schottische Ligapokalsiegerin 2022 (ohne Einsatz), 2023, 2024/25 (ohne Einsatz)
- Schottische Pokalsiegerin 2023/24, 2024/25 (ohne Finaleinsatz)